# Białostocka Spółdzielnia Mieszkaniowa
Białostocka Spółdzielnia Mieszkaniowa (BSM) – najstarsza i jedna z największych spółdzielni mieszkaniowych w Białymstoku. W jej skład wchodzą osiedla „Białostoczek”, „Centrum”, „Sienkiewicza”, „Przyjaźń” i „Tysiąclecia”.

## Historia
19 czerwca 1947 roku, w biurze Delegatury „Społem” przy ulicy Artyleryjskiej 9 w Białymstoku, odbyło się zebranie organizacyjne, którego uczestnicy powołali do życia Białostocką Spółdzielnię Mieszkaniową. Została ona zarejestrowana 27 października 1947 roku.
Dyrektorem Delegatury „Społem” był wówczas Edmund Tomaszewski. To właśnie on zaprosił do swego biura 10 białostoczan, przeważnie pracowników PSS „Społem” i przekonał do pomysłu założenia spółdzielni mieszkaniowej. Miała ona budować tanie, dostępne, nowoczesne i na dogodnych warunkach spłaty mieszkania dla świata pracy. Pomysłodawca został pierwszym przewodniczącym Rady Nadzorczej Białostockiej Spółdzielni Mieszkaniowej. Pierwszym Prezesem wybrano Franciszka Karasiewicza, sekretarzem – Władysława Grabowskiego, a skarbnikiem – Józefa Filipowicza.
Po paru miesiącach mitręgi (biurokracja istniała już wówczas) z rejestracją spółdzielni dość szybko uzyskano tzw. decyzję lokalizacyjną. Władze miasta zaproponowały odbudowę wypalonych i zburzonych w 75 procentach dwóch budynków przy ulicy Lipowej 31/33. Prace budowlane ruszyły w marcu 1948 roku. Ludzie z łopatami i konne zaprzęgi usunęły tysiące ton gruzu. W tym samym czasie władze BSM skutecznie starały się o środki finansowe na budowę. Uzyskano kredyty bankowe, własnymi siłami opracowano dokumentację techniczną i w marcu 1950 roku nastąpił radosny moment przekazania kluczy do 31 mieszkań dla pierwszych lokatorów. W podniesionych z gruzów budynkach znalazło się jeszcze miejsce na pięć lokali sklepowych.
Niestety, ten pierwszy sukces białostockich spółdzielców miał się stać przez kolejne lata ich sukcesem jedynym. Ówczesna polityka mieszkaniowa władz PRL, ściśle wzorowana na modelu obowiązującym w ZSRR, zakładała, że problem mieszkaniowy miał być rozwiązywany tylko przez państwo. Toteż przez lata 1950–1956 Spółdzielnia musiała ograniczyć swoją działalność wyłącznie do administrowania tymi dwoma budynkami.
Przełom 1956 roku z pewnym opóźnieniem dotarł także do ruchu spółdzielczego. Dopiero w 1958 roku rząd zezwolił na limitowaną sprzedaż budynków mieszkalnych dla spółdzielczości mieszkaniowej. W Białymstoku były to budynki przy ulicach Lipowej 34 oraz alei 1 Maja (obecnie aleja Piłsudskiego) nr 2 i 4. Zamieszkało w nich prawie 200 członków Białostockiej Spółdzielni Mieszkaniowej. Ten namacalny sukces dał nowy impuls dla rozwoju Spółdzielni. Tylko w 1958 roku do BSM zapisało się 862 nowych członków. Nowy Zarząd zadecydował o pierwszej od ośmiu lat własnej inwestycji budowlanej. Siłami Spółdzielni rozpoczęto budowę trzech budynków: przy alei 1 Maja 20 i 22 oraz bloku przy ulicy Nowogródzkiej 4a.
Jednak prawdziwym przełomem, wręcz momentem historycznym, w dziejach Białostockiej Spółdzielni Mieszkaniowej było otrzymanie lokalizacji i rozpoczęcie inwestycji całego, kompleksowego osiedla. 22 czerwca 1959 roku uroczyście położono kamień węgielny pod pierwszym budynkiem przy ulicy Garbarskiej – obecnym osiedlu Tysiąclecia. Na pewien okres skończyły się czasy budownictwa plombowego, jednostkowego – nadszedł czas budowy całych osiedli.
W 1965 roku rozpoczęto budowę drugiego spółdzielczego osiedla – osiedla Przyjaźń. Przyjęcie do eksploatacji pierwszego budynku na tym osiedlu nastąpiło 31 października 1968 roku. Był to wieżowiec przy ulicy Wierzbowej 5.
Od początku lat sześćdziesiątych powoli wyłaniał się obecny kształt osiedla Sienkiewicza. Na tym atrakcyjnym, położonym blisko Śródmieścia, terenie pozostało sporo starej, przedwojennej, mocno zdewastowanej zabudowy, toteż nowe budynki budowano tu trochę na zasadzie plomb, wykorzystując każdy dostępny kawałek przestrzeni.
Początek lat siedemdziesiątych, krótki okres gierkowskiego boomu, to również największy do tej pory okres rozwoju Białostockiej Spółdzielni Mieszkaniowej. Pozyskano grunty pod budowę dwóch największych osiedli mieszkaniowych w Białymstoku: Centrum II (obecnie Piaski) i Białostoczka. Prace budowlane na pierwszym z nich ruszyły w 1972 roku. Miało to być, i do 1991 roku było, sztandarowe osiedle BSM. Jednak na mocy porozumienia z mieszkańcami osiedla Centrum II Białostocka Spółdzielnia Mieszkaniowa zgodziła się na utworzenie ze swoich zasobów nowej, samodzielnej spółdzielni mieszkaniowej. Tak powstała Spółdzielnia Mieszkaniowa „Piaski”. Należy również wspomnieć, że rozpoczętą przez BSM w połowie lat osiemdziesiątych budowę osiedla w Kleosinie, została skończona przez samodzielną spółdzielnię mieszkaniową z siedzibą w Juchnowcu Kościelnym.
Jednak te podziały nie zaszkodziły Białostockiej Spółdzielni Mieszkaniowej. Nadal była to największa spółdzielnia mieszkaniowa w mieście. 